# Let It Be (альбом Laibach)
Let It Be (с англ. — «Да будет так») — пятый альбом словенской индастриал-группы Laibach, вышедший в 1988 году. Кавер-версия одноимённого альбома группы The Beatles.

## Обложка
Обложка альбома Laibach напоминает «битловскую» обложку.
На обложке изображены портреты участников Laibach:
- Деян Кнез (вверху слева),
- Милан Фрас (вверху справа),
- Эрвин Маркошек (внизу слева),
- Иван Новак (внизу справа).

## Список композиций
1. «Get Back» (John Lennon/Paul McCartney) — 4:25
2. «Two of Us» (Lennon/McCartney) — 4:04
3. «Dig a Pony» (Lennon/McCartney) — 4:40
4. «I Me Mine» (George Harrison) — 4:41
5. «Across the Universe» (Lennon/McCartney) — 4:15
6. «Dig It» (Lennon/McCartney/Harrison/Richard Starkey) — 1:32
7. «I’ve Got a Feeling» (Lennon/McCartney) — 4:34
8. «The Long and Winding Road» (Lennon/McCartney) — 1:49
9. «One After 909» (Lennon/McCartney) — 3:20
10. «For You Blue» (Harrison) — 5:10
11. «Maggie Mae (Auf der Lüneburger Heide & Was gleicht wohl auf Erden)» (Traditional) — 3:41